# Principe Valiant
Principe Valiant (Prince Valiant) è un personaggio dei fumetti creato dal disegnatore e illustratore canadese, poi naturalizzato statunitense, Hal Foster. Creato nel 1937, le tavole sono ancora pubblicate sui supplementi domenicali dei quotidiani americani. Nel 1995 fu uno dei venti personaggi a fumetti inclusi nella serie commemorativa di francobolli statunitensi Comic Strip Classics. Il successo del fumetto ha portato alla produzione di due lungometraggi.

## Storia editoriale
Ha esordito per il King Features Syndicate il 13 febbraio 1937 con una tavola a colori pubblicata sul Sunday New Orleans Times Picayune. Harold Foster ne curò la realizzazione completa sia dei testi che dei disegni dall'esordio fino al 1972 quando affidò la realizzazione dei disegni a John Murphy. Foster continuò a scriverne i testi fino al 1980, anno del suo abbandono definitivo, due anni prima di morire. Murphy assunse quindi anche la realizzazione dei testi, facendosi aiutare da vari autori tra i quali il figlio Cullen Murphy. Al suo ritiro nel 2004, la serie è passata al disegnatore Gary Gianni e a Mark Shultz per i testi.
Il personaggio rientra nel processo di divulgazione del "modello americano" del medioevo cavalleresco, a cui hanno contribuito, negli stessi anni, anche opere cinematografiche come Ivanhoe e I cavalieri della tavola rotonda (entrambi diretti da Richard Thorpe), accrescendo notevolmente la diffusione in America della saga epica di re Artù. Una particolarità che caratterizza Prince Valiant è l'assenza di fumetti di dialogo (le cosiddette nuvolette), che Harold Foster aveva già sperimentato in Tarzan, adattamento nelle forme del fumetto dell'omonimo romanzo per la United Features, sostituiti dalla narrazione per mezzo di didascalie presenti nel fondo della vignetta.
Edizioni estere
In Italia il personaggio venne presentato, oltre che con il nome originale, anche come Principe Valente o Principe Valentino. Venne pubblicato sul Giornale di Cino e Franco e altre testate della Casa Editrice Nerbini come Jungla (1937/38), Pinocchio (1938) e Pisellino (1939); nel dopoguerra continuò a essere pubblicato da vari editori su testate come il Corriere dei Piccoli (1952) e negli Albi Spada (1965/69). Nerbini ne pubblicò una ristampa cronologica integrale nel 1976.

## Trama
Valiant, giunto a Camelot dalla lontana Thule, località immaginaria sulle coste norvegesi, diviene un cavaliere della Tavola Rotonda agli ordini di Re Artù e da qui il personaggio parte per il mondo intero: dalle corti reali europee alla Terra santa, dal Sahara all'India, dalla Cina fino all'America, combattendo con la sua spada magica Flamberge contro i Sassoni e gli Unni e altre spedizioni che mettono in risalto il suo valore. Durante una missione salva la principessa Aleta, regina delle Isole Nebbiose, che sposa e dalla loro unione nasce Arn che seguirà le gesta del padre. Le avventure hanno sia ambientazioni reali che mitiche, così come le vicende che si trova a vivere, che possono essere storicamente documentate come le crociate per il Santo Sepolcro o di fantasia o relative a ad altri personaggi immaginari come Robin Hood.

## Biografia del personaggio
Aguar, re di Thule, in Norvegia, cristiano, (ma molti suoi sudditi adorano Odino, altri sono seguaci dei culti druidici) sposato con una cugina dell'Imperatore di Roma, è il padre del principe Valiant; viene detronizzato a seguito di una rivolta per aver represso la pirateria vichinga e quindi esiliato con la sua famiglia e un pugno di fedelissimi. Si stabiliscono e creano un nuovo regno in un piccolo arcipelago vicino alle coste britanniche. Valiant bambino cresce venendo istruito sia studiando i classici del passato latini e greci che le usanze vichinghe, l'uso delle armi e la lotta, oltre alla navigazione e alla guerra. Da adolescente sconfigge un orco che semina il terrore tra i contadini; la madre dell'orco lo maledice e gli profetizza una vita di sofferenze e al suo ritorno a casa apprende della morte per malaria della madre. Decide di partire per Camelot per recarsi alla corte di Re Artù e lungo la strada incontra alcuni dei cavalieri della Tavola Rotonda: Tristano, Lancillotto, Parsifal e Gawain. A Camelot diventa amico di Artù e del mago Merlino dal quale apprende le arti magiche. Diverrà cavaliere dopo aver contribuito a sventare i complotti di Mordred contro Artù. Valiant si innamora di Ilene già promessa ad Arn di Ord, figlio di re Lot e per lei si sfidano a duello nel mentre del quale i pirati rapiscono Ilene; pertanto rimandano lo scontro e partono alla ricerca di Ilene in giro per il mondo fino sulle coste del nord America dove Ilene viene però uccisa. Tornati in Britannia, Arn affida definitivamente la "Spada che canta" a Valiant.
A Camelot, intanto è giunta la richiesta d'aiuto da parte del generale romano Ezio per combattere gli Unni e Valiant, Gawain, Tristano e pochi altri, si offrono per guidare la pattuglia britannica. Dopo la battaglia si recano a Roma poco prima che Ezio venga ucciso dall'imperatore Valentiniano III. Valiant non torna a Camelot ma continua a girovagare insieme a Slit, giullare e cantastorie itinerante nonché ladro e insieme vagano senza meta, fin quando non vengono a sapere da un moribondo che un piccolo regno nei Carpazi chiede aiuto dagli Unni; lo raggiungono organizzando la resistenza contro gli invasori facendo diventare di questo piccolo regno il baluardo contro il dilagare degli Unni e grazie all'alleanza con altri regni occidentali sconfiggono i barbari.
Valiant decide di riconquistare il trono di Thule per il padre; incontra Sligon, vecchio e malato, che lo riconosce e, inaspettatamente, si sottomette. La coscienza del tradimento, dell'essere venuto meno al giuramento di fedeltà al suo sovrano, lo aveva sempre tormentato e restituisce il trono di Thule.
Tornato a Camelot vive molte avventure in giro per il mondo: spedizioni contro i Pitti della Caledonia e gli Scoti d'Irlanda; una circumnavigazione dell'Africa; una spedizione nell'est Europa; si scontrerà con lo Scià di Samarcanda e giungerà fino in Giappone, ove riceverà anche lezioni di arti marziali orientali; un pellegrinaggio in Terra santa e infine giunge al potente regno delle Isole Nebbiose, regno in cui conosce Aleta che aveva saputo delle sue abili gesta e per questo voleva conoscerlo. Valiant le dichiara il suo amore e chiede la sua mano ma Aleta rifiuta; Valiant quindi la rapisce e la porta sulla nave dove Aleta, ora contenta, gli comunica che, con quel rapimento, ha rispettato in pieno le usanze delle Isole Nebbiose guadagnandosi l'approvazione della sua famiglia e dei suoi sudditi. I due si sposeranno a Roma per mano di papa Leone.
Aleta allontana le sue ancelle in quanto innamorate di suo marito ma una di queste però si uccide perché troppo innamorata di Valiant e un guerriero vichingo della scorta, innamorato dell'ancella, per vendicarsi tradisce Aleta permettendo al capo pirata vichingo Ulfran di rapirla; Valiant lo insegue fino alle cascate del Niagara e lo sconfigge riunendosi con Aleta; mentre sono ancora in nord America nasce il principe Arn, loro primo figlio. Tornati poi in Britannia, accompagnati da una nutrice nativo americana, che resterà con loro per sempre, vanno ad Ord, poiché Valiant desidera che l'amico sia il padrino di suo figlio ma questi rinfaccia a Valiant l'essere venuto meno al giuramento fatto sulla tomba di Ilene. Anche Arn si è sposato e ha chiamato suo figlio Valiant. Dopo aver reso omaggio a re Lot, le due coppie si recano a Camelot, dove Valiant battezza Valiant e Arn battezza Arn. Nel corso degli anni nasceranno altri figli: le gemelle Karen e Valeta, Galan e Nathan.
Continuano intanto le invasioni barbariche in tutta Europa con l'impero romano ormai in crisi irreversibile. Valiant decide di far divenire Thule, Camelot e le Isole Nebbiose i terminali di una nuova via di scambi e comunicazione coinvolgendo i Visigoti ma questo progetto si scontra con le mire di restaurazione imperiale dei bizantini che, su ordine dell'imperatore Giustiniano, rapiscono il figlio di Valiant, Nathan, appena nato. Dopo lunghe avventure sarà salvato da Arn. Valiant diventerà poi nonno quando Arn e sua moglie, Maeve, figlia del traditore Mordred, hanno avuto Ingrid. Anche le gemelle si sono sposate: Karen con il gentiluomo napoletano Vanni e Valeta con il discepolo irlandese di Merlino Cormac.

## Altri media

### Narrativa
La casa editrice Hasting House ha pubblicato una serie di sette romanzi illustrati con disegni tratti dal fumetto.

### Lungometraggi cinematografici
Dal fumetto del Principe Valiant sono stati tratti due lungometraggi:
- nel 1954 Il principe coraggioso (Prince Valiant), per la regia di Henry Hathaway e con Robert Wagner a interpretare Valiant.[1][3]
- nel 1997 Il mistero del principe Valiant, un film di produzione inglese, irlandese e tedesca diretto da Anthony Hickox e con Stephen Moyer a interpretare Valiant.[3][6]

### Serie televisive a cartoni animati
- Principe Valiant (1991) è una serie animata di 2 stagioni per 65 episodi.[8]